# 879 Рікарда
879 Рікарда (879 Ricarda) — астероїд головного поясу, відкритий 22 липня 1917 року.
Тіссеранів параметр щодо Юпітера — 3,395.